# Booneville (Kentucky)
Booneville város az USA Kentucky államában. Lakosainak száma 168 fő (2020. április 1.).

## Népesség
A település népességének változása:

| 2010 | 81  |
| 2020 | 168 |